# Krušče
Krušče este o localitate din comuna Cerknica, Slovenia, cu o populație de 10 locuitori.